# Движение 22 марта
Движение 22 марта (фр. Mouvement du 22 mars) — французское леворадикальное студенческое движение, основанное вечером в пятницу, 22 марта 1968 года, в Парижском университете в Нантере с целью добиться освобождения подвергшихся аресту протестующих против войны во Вьетнаме, которое затем будет считаться одним из спусковых механизмов событий мая-июня 1968 года.
Движение 22 марта утвердило методы прямого действия (в частности, захваты административных зданий) и прямую демократию на общих собраниях движения, открытых для всех. Отказываясь от институционализации как «организация» движение делало упор на самоорганизацию студентов по принципу «здесь и сейчас».
В частности, вдохновленные голландским движением Прово, участники движения часто использовали провокационные способы действий (хэппенинги, «дикие выступления», срывы занятий, систематический отказ от любой власти, даже символической) и, что более важно, критиковали содержание университетского образования, что привлекало к ним внимание за пределами узких кругов политизированных студентов.
Это плюралистическое движение, по мнению Даниэля Кон-Бендита объединило левых либертарианцев, ситуационистов, троцкистов, будущих спонтанеистов, левых христиан, «немаркированных» и т. д. Один из лидеров движения, анархист Даниэль Кон-Бендит — самая известная личность.
Движение было запрещено правительством в рамках указа от 12 июня 1968 года о роспуске организаций и групп, одновременно с одиннадцатью другими движениями крайне левых.

## 1967 год

### Движение за свободу перемещения в общежитиях
Все началось годом ранее, 21 марта 1967 года, когда 60 студентов спонтанно решили пройти в одно из женских общежитий университетского городка: парни имели право приводить девушек в свои общежития, но обратное было запрещено. Студенты потребовали «свободного передвижения» по всей территории студенческого общежития.
Декан университета Пьер Грейппен вызвал полицию, что шокировало, поскольку со времен средневековья полицейские силы не имели права входить на территорию университета. Окруженные полицией 25 студентов в течение недели скрываются в общежитии. Наконец, после долгих переговоров они получают право выйти из общежития, не называя своей личности и с учётом того, что в отношении них не будет ни судебного преследования, ни санкций.
Однако через несколько дней 29 студентов (последние 25 человек и 4 других, которые не участвовали в акции, но были известны как «политические активисты») получают письма, информирующие их о том, что, нарушив правила внутреннего распорядка, они исключаются из университета и теряют право на комнату в общежитии. Эта санкция была применена условно.

### Забастовка в ноябре 1967 года
В том же кампусе 7 ноября 1967 года 400 человек протестовали из-за недостроенной библиотеки и недоступных лингафонных кабинетов. Затем 18 ноября 1967 года  началась организованная троцкистами и христианами забастовка аспирантов на факультете социологии, на котором обучалось около 600-700 студентов.
Национальный союз студентов Франции (фр. Union nationale des étudiants de France, UNEF) создает забастовочные комитеты под руководством Филиппа Мейера, также включавшие в себя студентов не состоящих в UNEF. Через некоторое время UNEF преобразовывает комитеты в «Федеративную ассоциацию исследовательских групп Нантера» (фр. Association fédérative des groupes d'études de Nanterre, AFGEN) под председательством Жана-Франсуа Годшо. Позже председателем возможно стал Ив Стурдзе из UNEF, до этого представлявший в AFGEN факультет социологии. Через три дня забастовка привела к встрече с деканом Пьером Грейппеном, придерживавшимся левых взглядов и желавшим спокойных отношений со студентами, а также напомнившем, что он состоял в Сопротивлении. Он постановил создать 23 ноября совместные дискуссионные группы студентов и преподавателей. Затем Грейппен предложил распространить такие комитеты, созданные на факультетах социологии, философии и английского языка, на все остальные факультеты, но вскоре эти комитеты были признаны бесполезными. 25 ноября 1967 года тысяча бастующих студентов протестовала в присутствии Раймона Барбета, мэра Нантера и члена ФКП, а 27 ноября — забастовки прекратились.

## 1968 год
8 января 1968 года Даниэль Кон-Бендит на церемонии открытии нового бассейна в Нантере обратился к открывавшему его министру молодежи и спорта Франции Франсуа Мисоффе. В частности, Кон-Бендит высказал свое недовольство относительно белой книги министра о молодежи: «Господин министр, я прочитал вашу белую книгу о молодежи. На трехстах страницах нет ни одного слова о сексуальных проблемах молодых людей», на что министр ответил: «С таким лицом как у вас, вы наверняка знаете о проблемах такого рода. Я бы не советовал вам плавать в бассейне». «Это ответ, достойный гитлеровской молодежи» — ответил Кон-Бендит. Существует несколько версий этой ссоры, зависящих от источника и различающихся оскорблением, которое Кон-Бендит нанес министру.
26 января группа студентов-анархистов провела демонстрацию против угрозы исключения Кон-Бендита, гражданина Германии, которому грозила еще и высылка с территории страны. В первый день беспорядков в Нантере столкновения носят насильственный характер. Студенты сталкиваются с полицией, вызванной деканом.

## Зарождение и развитие

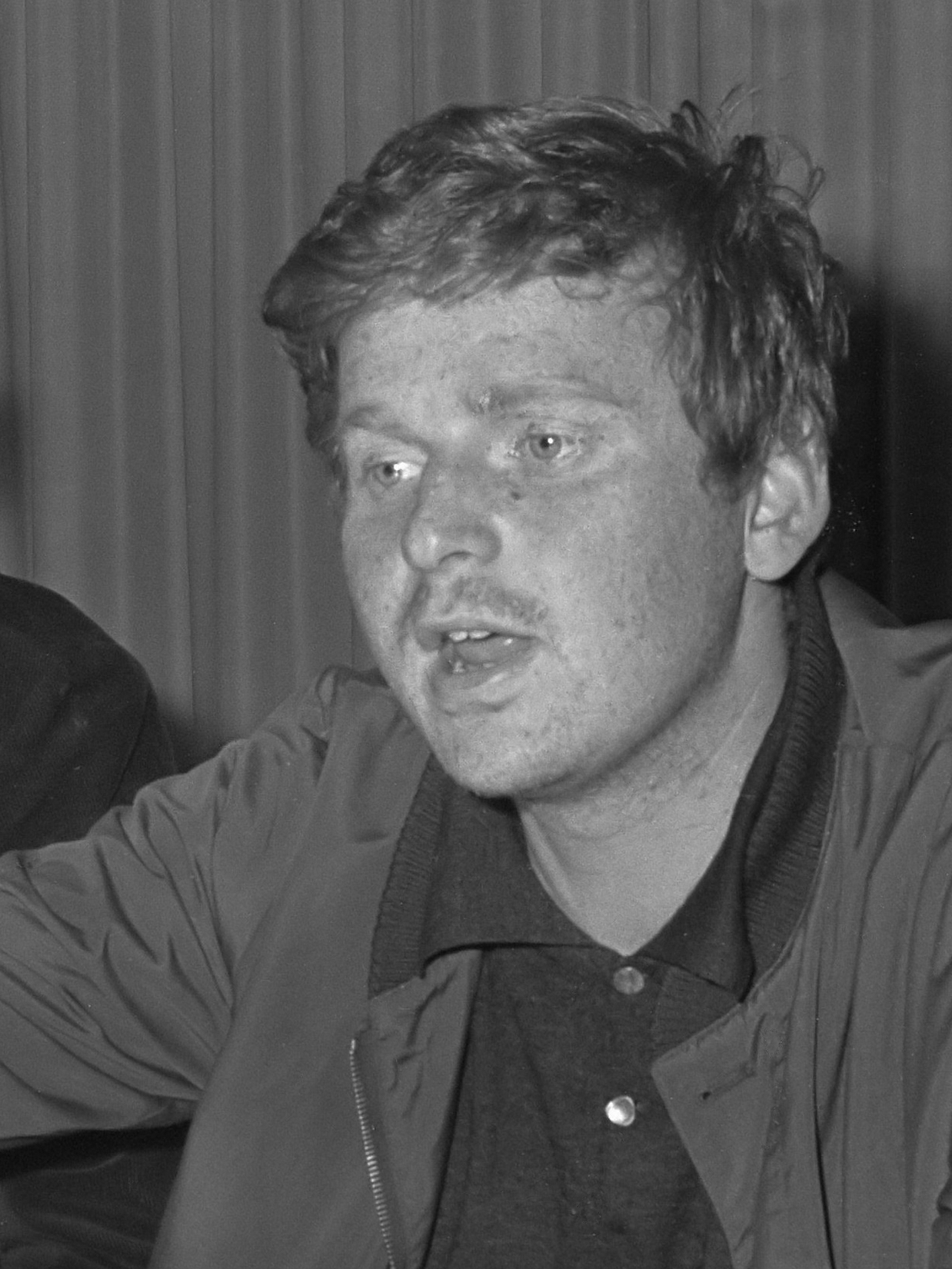
Даниэль Кон-Бендит в 1968.

20 марта 1968 года во время демонстрации «за победу вьетнамского народа над американским империализмом» организованной Национальным комитетом Вьетнама, 300 студентов ворвались в штаб-квартиру American Express на углу улиц Скрибе и Обер в Париже. Шесть активистов арестованы, в том числе Ксавье Ланглейд, студент из Нантера и активист Революционной коммунистической молодежи, и Николя Боулт, экс-генеральный секретарь Христианской студенческой молодежи, секретарь Национального комитета Вьетнама.
22 марта в 3 часа дня было организовано собрание с целью потребовать освобождения активистов, арестованных 20 марта, на которое пришло от 600 до 700 человек. После жарких споров было решено в тот же день занять верхний этаж университетской башни, где заседает совет факультета.
В 9 часов вечера 150 студентов, воспользовавшись незапертой дверью, заняли восьмой этаж административного здания университета - зал совета профессоров, «символ университетской власти». Им предшествовали десять человек из группы «Бешеные», которых также называли «ситуационистами». Они пришли в зал четверть часа назад. Последние достают из находившегося в помещении буфета три напитка, а затем уходят спустя пять минут после выступления Кон-Бендита заявившего, что они крадут напитки. Покинув здание, «Бешеные» сели на поезд до вокзала Сен-Лазар и написали листовку: «Сквозняк над японской яблоней». На следующий день Кон-Бендит звонит им и безуспешно просит подписать обращение от 22 марта.
Присутствовавший среди занявших зал студентов Ксавье Ланглейд рассказывает о своем аресте, произошедшем два дня назад. В итоге собравшиеся студенты решают организовать 29 марта антиимпериалистический день. Комиссия составляет «манифест» который включает в себя призыв «порвать с методами протеста, которые больше ни на что не способны» и большинство требований, выдвигаемых студентами в течение года: антиимпериализм, осуждение полицейских репрессий, критика университета и капитализма. Текст заканчивается предупреждением: «На каждом этапе репрессий мы будем сопротивляться еще более радикально». За манифест проголосовали 142 студента (двое против и трое воздержались). Затем он был широко распространен в виде листовок. Также была создана новая структура, Центр политических и социальных исследований (фр. Centre d'études et de recherches politiques et sociales, CREPS), которая призвала провести 29 марта день дебатов «в малых группах». Оккупация зала закончилась около двух часов ночи, когда студенты узнали об освобождении активистов, арестованных 20 марта.
В понедельник, 25 марта, в амфитеатр во время проходившего там занятия приходит группа из 100–200 студентов, которые настоятельно просят присутствующих подписать антифранкистскую петицию, а затем выкрикивают обвинения в фашизме в адрес тех, кто этого не делает.
Во вторник, 26 марта декан университета Пьер Граппен организовал 4-часовую вечернюю встречу с преподавателями, после того как констатировал факт ущерба в ночь оккупации зала совета профессоров, составивший 15 000 франков.
UNEF и Ассоциация жителей университетского городка Нантера, возглавляемая Домиником Табахом, выступают против такой репрессивной политики и подписывают листовку Федеративной ассоциации исследовательских групп, в которых осуждаются выдвинутые запреты. В марте-апреле 1968 года преподаватели Нантера разделились. Из шестидесяти профессоров факультета 19 подписали текст, призывающий к приостановке занятий перед угрозой насилия и пятнадцать других на следующей неделе, но также был призыв Мишо, Рикёра и Турена поддержать студентов, которым угрожают санкции со стороны совета университета, заявляя, что серьезность их нарушений была преувеличена так как их обвиняли в нападениях и избиениях, а также в оскорбительных действиях против преподавателей и лекторов.
Вечером, в четверг 28 марта, Даниэль Кон-Бендит жестко раскритиковал газету ФКП L'Humanité во время встречи и пресс-конференции в фойе F студенческого общежития, организованной Ассоциацией жителей университетского городка Нантер.
Наконец, в пятницу 29 марта студенты из Нантера едут в Сорбонну, безуспешно пытаются захватить один амфитеатр и в итоге обосновываются в другом, что вызывало протест со стороны министра национального образования.
25 апреля в Тулузе произошли столкновения между студентами, вызванные нападением на митинг в амфитеатре, где выступал Даниэль Бенсайд.
27 апреля Даниэль Кон-Бендит был арестован полицией, а затем после допроса освобожден около 8 часов вечера. 30 апреля в отношении него было возбуждено уголовное дело.
Вечером 30 апреля Даниэль Кон-Бендит присутствует на митинге в поддержку Black Power во Дворце взаимности, на котором выступают Джеймс Форман, Эме Сезер, Даниэль Герен и Жан-Поль Сартр.
На следующий день, 1 мая, во время демонстрации, посвященной Международному дню трудящихся, он принимает участие в шествии Движения 22 марта, между которым и службой порядка CGT произошли столкновения.

### Историография
Историография движения 22 марта сначала проходит этап идеализации в 1980-х годах после выходы нескольких книг и исследований на эту тему. В это время вышли, в частности книга Кон-Бендита «Nous l'avons tant aimée, la révolution» (в переводе с фр. — «Мы так любили ее, революцию»), первый том «Génération» (в переводе с фр. — «Поколение») за авторством Эрве Амона и Патрика Ротмана и две книги, посвященные личностям Движения 22 марта, одна из которых была написана Элизабет Сальварези, а другая Жан-Пьером Дютьем.
Тем не менее, спустя несколько десятилетий, в 2018 году, некоторые СМИ задались вопросом о значимости Движения 22 марта, например, радио France Inter, которое исследовало свои архивы и отметило, что в выпуске новостей вышедшем на радио в 13 часов 23 марта 1968 года сообщали о студенческом движении в Варшаве, Милане, Мадриде и Вашингтоне и при этом ни разу не упоминались события в Нантере. Автор статьи, Томас Снегарофф пишет что это может быть связано либо с тем что данные события не воспринимались как достаточно важные чтобы сообщать о них, либо с тем что радио находившееся в значительной степени под политическим контролем, предпочло игнорировать эти события.
Историки отмечают, что единственные два журналиста, присутствовавшие в тот день в Нантере, не написали никаких статей, и что единственные фотографии сделаны одним из активистов, Жераром Эйме, среди которых есть несколько широкоплановых снимков, которые далеко не подтверждают что в зале совета профессоров было 142 человека. Оцифрованные архивы журнала ORTF Zoom, в которых есть съемки сделанные 3 мая во дворе Сорбонны, кажутся более согласованными с опубликованными тридцать лет спустя, полицейскими отчетами, в которых говорится о 150 людях, а не о 300 или 400, упоминавшихся ранее.

### События
1 мая 1968 года без официального уведомления о причине восьми студентам из Нантера, в том числе Даниэлю Кон-Бендиту, Рене Ризелю и Жан-Пьеру Дютье было приказано, явиться 6 мая в Комитет по спорным и дисциплинарным делам Парижского университета находившийся в Сорбонне.
2 мая проходит, организованный Движением 22 марта,  «Антиимпериалистический день» в Нантере. Студенты требуют права проводить политические собрания в университетских помещениях. Во второй половине дня 300 студентов захватывают кинозал, лишая профессора Рене Ремона учебной аудитории. В результате этих инцидентов декан Пьер Граппен по согласованию с министром Аланом Пейрефитом и ректором Рошем принял решение о приостановке занятий в Нантере.
В пятницу 3 мая, Парижский университет в Нантере был закрыт, студенты из Нантера направляются в Париж; во дворе Сорбонны, четыреста студентов проводят мирное собрание организованное UNEF. Около 2 часов дня слухи о возможной атаке крайне правых радикализуют атмосферу и в итоге студенты захватывают Сорбонну. Ректор Парижской академии просит о вмешательстве полицейских сил, чтобы «навести порядок, изгнав нарушителей». Путем силового вмешательства Сорбонна была эвакуирована, и около 5 часов вечера 300 студентов были посажены в полицейские автобусы. Очень быстро в окрестности стекаются тысячи молодых людей и начинаются первые столкновения.Начинается цикл провокация-репрессии-мобилизация 
Вечером в Латинском квартале возводятся первые баррикады, сотни студентов яростно противостоят полиции. В итоге в этот день был ранен 481 человек. 574 человека были арестованы, в том числе Жак Соваже, Даниэль Кон-Бендит, Анри Вебер, Брайс Лалонд, Хосе Росси, Ален Кривин, Ги Хокенгем, Бернар Гетта или Эрве Шабалье. Это было началом «студенческой коммуны» в мае-июне 1968 года.

## Роспуск
Движение 22 марта было распущено в конце мая 1968 года. Помимо этого оно, как и одиннадцать других крайне левых движений было официально распущено 12 июня 1968 года, в соответствии с законом от 10 января 1936 года «О боевых группах и частных ополченцах».

## Известные участники
Движение 22 марта не являлось идеологически однородным, это был перекресток созданный для действий. Движение настаивало на «множественности тенденций революционного движения».
Различные тенденции составляли движение:
- анархисты такие как Даниэль Кон-Бендит, Жан-Пьер Дютей, Мустафа Саха и Томас Ибаньес[41];
- троцкисты из Революционной коммунистической молодежи, такие как Даниэль Бенсаид, Жак Тарнеро и Жан-Франсуа Годшо[42];
- будущие маоисты, такие как Серж Жюль[43] и Ален Гейсмар[44];
- «немаркированные» такие как Мари-Франс Пизье[45];
- активисты Научно-исследовательского центра институционального обучения, такие как его основатель Феликс Гваттари[46] и будущий социолог и градостроитель Анн Керриян[47].